# 住谷橋
住谷橋（すみやばし）は、日本の青森県三戸郡三戸町と南部町の境にある馬淵川にかかる青森県道258号三戸南部線の橋。南部町にある三戸駅は橋の約200メートル東にある。

## 歴史
住谷橋は陸羽街道（奥州街道）、後の国道4号を通す重要な橋であったが、長く木橋で流失が絶えなかった。1911年（明治44年）の橋は、1939年（昭和14年）5月7日に老朽化のため大破し、翌年9月に流失した。1947年（昭和22年）8月3日には大雨で再び流出した。その後、1956年（昭和31年）3月19日にまた流された。
流失の歴史を終わらせたのは、1957年（昭和32年）に完成した橋で、これが2011年現在まで健在である。総工費5300万円。下路式の鉄製アーチ橋である。1978年（昭和53年）に下流の馬淵橋で川を渡る三戸バイパスが開通すると、幹線道を通す役割は国道4号の名とともにそちらに譲り、県道を通す橋になった。